# Stazione di Gazzaniga-Fiorano
La stazione di Gazzaniga-Fiorano (o anche stazione di Gazzaniga) fu una stazione ferroviaria della linea della Valle Seriana. Posta in territorio di Gazzaniga, a non molta distanza dal confine con Fiorano al Serio, prese il nome da entrambi i comuni.

## Storia
La stazione fu aperta al servizio pubblico il 23 agosto 1884, assieme al tratto che da Albino giungeva a Vertova. In seguito, la linea ferroviaria proseguì verso Ponte Nossa, il 23 marzo 1885, per giungere fino a Ponte Selva, il 6 luglio 1885. Il 12 marzo 1911 fu aperto il tronco che collegò Ponte Nossa a Clusone, sostituendo Ponte Selva come nuovo capolinea.
Chiuse il 31 agosto 1967, assieme alla linea ferroviaria.

## Strutture e impianti
Per dimensioni, il fabbricato viaggiatori di Gazzaniga-Fiorano era il più grande di tutta la linea: a pianta rettangolare, a due livelli fuori terra, presentava una lunghezza che consentì la presenza di sei aperture su ogni livello, lungo entrambi i lati maggiori, e di due aperture ai lati minori.
Il piazzale binari era il secondo per dimensioni dopo quello della stazione di Bergamo. Oltre al binario di corsa, presentava altri due binari d'incrocio e due di scalo.
Lo scalo merci era formato da un magazzino merci con copertura in legno e piano caricatore, servito da un binario d'incrocio. L'altro binario proseguiva raccordando con l'impresa Martinelli.
Grazie alla sua posizione lungo la linea, la stazione era dotata di ponte a bilico e di un punto di rifornimento idrico per le locomotive a vapore.

## Movimento
La stazione era servita dai treni accelerati e omnibus della relazione Bergamo-Ponte Selva fino al 1911, quando furono sostituiti dalla relazione Bergamo-Clusone.

## Interscambio
Il piazzale antistante il fabbricato viaggiatori era capolinea di autolinee dirette ai paesi della Val Gandino.